# شيدوزي أوازيم
شيدوزي أوازيم (بالإنجليزية: Chidozie Awaziem)‏ (1 يناير 1997 نيجيريا - ) هو لاعب كرة قدم نيجيري، يلعب كلاعب وسط.

## روابط خارجية
- شيدوزي أوازيم على موقع الاتحاد الأوربي (الإنجليزية)
- شيدوزي أوازيم على موقع اتحاد تركيا (لاعب) (الإنجليزية)
- شيدوزي أوازيم على موقع الدوري الأمريكي (الإنجليزية)
- شيدوزي أوازيم على موقع قاعدة بيانات كرة القدم.إي يو (الإنجليزية)
- شيدوزي أوازيم على موقع ليكيب (الفرنسية)
- شيدوزي أوازيم على موقع ناشيونال فوتبول تيمز (الإنجليزية)
- شيدوزي أوازيم على موقع Soccerway.com (الإنجليزية)
- شيدوزي أوازيم على موقع عالم كرة القدم.نت (الإنجليزية)
- شيدوزي أوازيم على موقع AS.com (الإسبانية)